# Vincenzo Pinton
Vincenzo Pinton, född 14 mars 1914 i Vicenza, död 8 april 1980 i Venedig, var en italiensk fäktare.
Pinton blev olympisk silvermedaljör i sabel vid sommarspelen 1936 i Berlin.